# مصل مستأجر

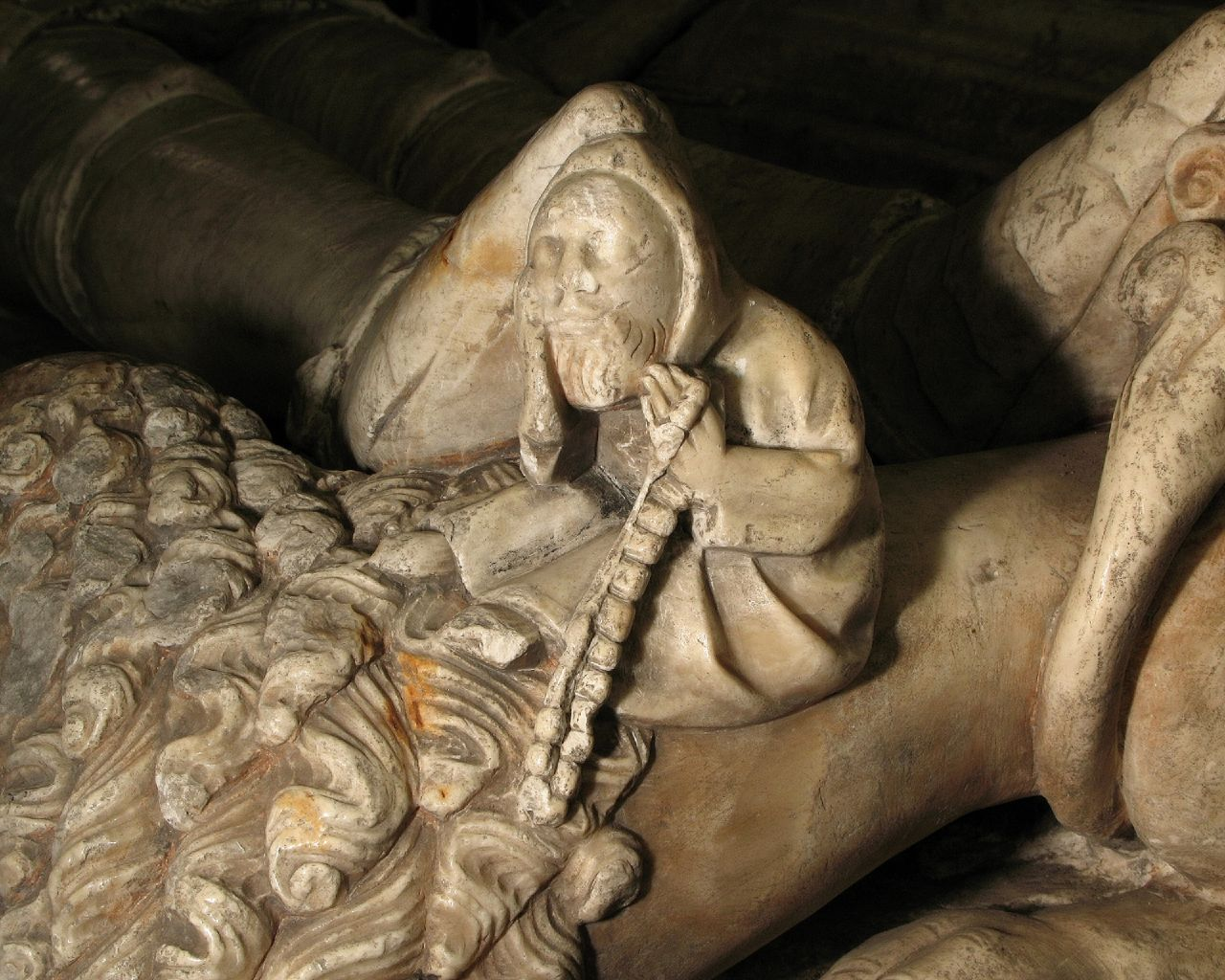
نقش مصلٍ مستأجر على قبر رَلف فِتزهِربرت الذي توفي عام 1483

المُصلِّي المُستأجَر أو المصلي لغيره بأجر كان عمومًا متقاعدًا أو متلقيَ صدقة وكان واجبه الصلاة للمتبرع له.